# Pokřikov
Pokřikov település Csehországban, a Chrudimi járásban. Pokřikov Vojtěchov, Raná, Skuteč, Předhradí és Krouna településekkel határos. Lakosainak száma 261 fő (2024. január 1.).

## Népesség
A település lakosságának változását az alábbi diagram mutatja:
| Lakosok száma | 392  | 477  | 478  | 395  | 317  | 272  | 257  | 257  | 257  | 261  |
|               | 1869 | 1890 | 1921 | 1950 | 1980 | 2001 | 2017 | 2019 | 2022 | 2024 |